# Історія освоєння мінеральних ресурсів Мадагаскару
Історія освоєння мінеральних ресурсів Мадагаскару
З давніх часів в країні були відомі родовища графіту та флогопіту, які використовувалися для фарбування посуду в гончарній справі. Перші ж письмові відомості про наявність корисних копалин відносять до XVI ст., коли мандрівники з Європи описали мадагаскарські берили та турмаліни. Тоді ж в державі Імеріна (XIV — XIX ст.) видобували залізну руду та гірський кришталь.
Промислові розробки мінеральної сировини розпочаті в кінці XIX ст. У 1883 р. організований масштабний видобуток золота в районах О'Боені, Бецілєу та Анкаратра, де щорічно видобували близько 200 кг дорогоцінного металу. У 1885—1889 рр. була створена група золотодобувних концесій і на початку XX ст. щорічний видобуток золота в країні перебільшував 1100 кг. В другій половині XIX ст. виявлені родовища руд кольорових металів: міді — у Вухемарі, міді та свинцю — в Амбатуфінандрахані, нікелю — у Валузуру та інші. Розробка цих родовищ продовжувалася до середини XX ст. Основна частина родовищ графіту та флогопіту розвідана наприкінці XIX — на початку XX ст. (період французької колоніальної адміністрації). В 1904 р. в околицях Сахатані виявлені значні родовища берилу та турмаліну, у 1906 р. — золота (Андавакуера), в 1907 р. — графіту (Царазафі), 1908 р. — вугілля (Імалуту), 1909 р. — ураноцирциту (околиці г. Анцирабе) та бітумів (Бемалаха). У 1909 р. розпочалися геологорозвідувальні роботи на нафту. З 1904 р. по 1929 р. високими темпами розроблялись родовища дорогоцінних та декоративних каменів (гранату, аметисту, лабрадориту, турмаліну тощо). Пізніше, протягом XX ст. видобуток і експорт каменю тривав, але дещо в менших обсягах.
В кінці XX ст. в країні відомі родовища хромових, нікелевих, кобальтових, залізних, титанових руд, бокситів, руд рідкісних металів, вугілля, бітумів, флогопіту, графіту, дорогоцінних каменів і інш. На Мадагаскарі є індустріальні, дорогоцінні і самоцвітні мінерали, золото, уран, ільменіт/титан, кварц, нікель, мідь, свинець, платина, лабрадорит, гірський кришталь, родоніт, мармур, смарагди, рубіни і сапфіри. Частка гірничої промисловості у ВВП в кінці 1990-х років становила 1,5-2 %, експорт гірничодобувної промисловості 5-6 % від експорту країни. хромові руди, графіт і флогопіт дають до 95 % вартості експорту мінеральної сировини. Видобуток більшості інших видів децентралізовано, ведеться відкритим способом. Провідна компанія в мінеральному секторі — QIT Madagascar Minerals (QMM), в якій 80 % — частка Rio Tinto і 20 % — уряду Мадагаскару.
Підготовку кадрів гірничо-геологічного профілю здійснюють (з 1963 р.) на політехнічному факультеті Мадагаскарського університету в м. Антананаріву.